# Pseudofolliculitis barbae

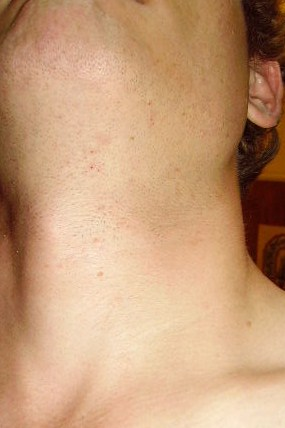
Inflamação no pescoço

Pseudofolliculitis barbae é o termo médico para a irritação persistente causada pelo ato de depilação com lâmina. A etimologia vem de "pseudo" (falso) "folliculus" (cabelo) "itis" (inflamação) "barbae" (da barba). É mais comum em homens após o ato de barbear, mas pode acontecer em qualquer parte do corpo onde os pêlos são cortados com lâmina ou arrancados, especialmente em áreas com pêlos curvos e pele mais sensível.
Após ser cortado, o pêlo começa a crescer novamente. Pêlos curvos tendem a dobrar para dentro da pele ao invés de sair dela, levando a uma reação inflamatória, fazendo com que a pele fique vermelha e inchada.